# Labiobaetis paradisus
Labiobaetis paradisus is een haft uit de familie Baetidae. De wetenschappelijke naam van de soort is voor het eerst geldig gepubliceerd in 2011 door Gattolliat & Staniczek.
De soort komt voor op eilanden in de Grote Oceaan.